# A jövő bűnei (film, 2022)
A jövő bűnei (eredeti cím: Crimes of the Future) 2022-es sci-fi horror filmdráma, amelyet David Cronenberg írt és rendezett. A főszerepben Viggo Mortensen, Léa Seydoux és Kristen Stewart látható.
A kanadai, francia, brit és görög vállalatok nemzetközi koprodukciójában készült film világpremierje a 2022-es cannes-i fesztiválon mutatkozott be, ahol az Arany Pálmáért versenyzett, és hatperces álló ovációban részesült. 2022. május 25-én került a mozikba Franciaországban, 2022. június 3-án Kanadában, és ugyanazon a napon limitáltan az Egyesült Államokban is bemutatták. A kritikusoktól pozitív értékeléseket kapott.

## Cselekmény
Egy meghatározatlan jövőbeli időpontban a biotechnológia jelentős fejlődése olyan gépek és (analóg) számítógépek feltalálásához vezetett, amelyek közvetlenül képesek kapcsolódni a testi funkciókhoz és azokat irányítani, és amelyek a normává váltak. Ezzel párhuzamosan maga az emberiség is számos, meghatározhatatlan eredetű biológiai változáson ment keresztül. E változások közül a legjelentősebb a fizikai fájdalom és a fertőző betegségek eltűnése a túlnyomó többség számára (ami lehetővé teszi, hogy a műtéteket biztonságosan lehessen elvégezni a tudatánál lévő embereken a hétköznapi környezetben), de más emberek fiziológiájában radikálisabb változások következtek be. Egyikük, egy Brecken nevű nyolcéves kisfiú, veleszületett képességet mutat arra, hogy a műanyagot táplálékként fogyassza és eméssze meg. Brecken édesanyja, aki meg van győződve arról, hogy embertelen, egy párnával fojtja meg, és holttestét a volt férje, Lang találja meg.
Saul Tenser és Caprice egy világhírű performanszművész házaspár. Kihasználják Tenser "felgyorsult evolúciós szindrómáját", egy olyan rendellenességet, amely arra kényszeríti a testét, hogy folyamatosan új szerveket fejlesszen ki, és élő közönség előtt sebészi úton eltávolítják azokat. A szindróma miatt Tenser állandó fájdalmakkal, valamint súlyos légzési és emésztési panaszokkal küzd; ennek következtében számos speciális biomechanikai eszközre szorul, köztük egy ágyra, egy gépre, amelyen keresztül Caprice műtéteket végez rajta, és egy székre, amely rángatózik és forog, miközben segíti őt az evésben. Tenser és Caprice találkozik a Nemzeti Szervnyilvántartásért felelős bürokratákkal, egy olyan kormányzati hivatallal, amelynek célja, hogy az újonnan kifejlesztett szervek katalogizálásával és tárolásával fenntartsa az emberi evolúcióra vonatkozó állami korlátozásokat. Az egyik bürokratát, az ideges Timlint megragadják Tenser művészi céljai. Tenser egyik sikeres bemutatóján azt mondja neki, hogy "a sebészet az új szex", és ezt az érzést Tenser és sok más szereplő is magáévá teszi, mivel úgy tűnik, hogy az ismétlődő vágás a hagyományos szex és a maszturbáció helyébe lép, mint a szexuális kielégülés preferált eszköze.
Egy kormányzati rendőri egység Tenser segítségével próbál beépülni egy radikális evolucionistákból álló csoportba. Anélkül, hogy Caprice-nak szólna, Tenser más biológiai performanszművészeti előadásokon keresztül egy sor kapcsolatra tesz szert, amelyek elvezetik őt az evolucionista sejthez. Egyikük, az egykori kozmetikai sebész Nasatir egy cipzáras üreget hoz létre Tenser gyomrában, amelyet Caprice arra használ, hogy hozzáférjen Tenser szerveihez egy orális szexuális aktus során, ahol a nő a cipzáras sebet és feltehetően a belső szerveit is lehúzza, miközben a férfi erotikus gyönyörben nyögdécsel. Caprice folytatja a kapcsolatépítést más performanszművészekkel, végül úgy dönt, hogy díszítő plasztikai műtétet végez a homlokán.
Tenser találkozik Timlinnel, aki felfedi előtte az evolucionisták tervét: úgy döntöttek, hogy módosítják az emésztőrendszerüket, hogy képesek legyenek műanyagot és más szintetikus vegyi anyagokat enni. Fő táplálékuk egy lila színű, feldolgozott, mérgező hulladékból készült "csoki", amely mások számára halálosan mérgező. Lang a sejt vezetője; fia, Brecken úgy született, hogy képes volt műanyagot enni, bizonyítva a kormányzat emberi evolúcióval kapcsolatos kritikus álláspontjának pontatlanságát. Timlin megpróbálja kezdeményezni a szexet Tenserrel, de az azt mondja, hogy nem jó a "régi szexben".
Tensert végül Lang keresi meg, aki azt akarja, hogy Tenser és Caprice fedje fel a sejt kormányellenes programját Brecken nyilvános boncolásával, amely rávilágít a fejlett emésztőrendszerére. Némi gondolkodás után Tenser beleegyezik. Timlin, Lang és sokan mások figyelése mellett Tenser elvégzi a boncolást, de kiderül, hogy Brecken természetes szervrendszerét műtéti úton helyettesítették. Lang sírva menekül a műsorból. Odakint két ügynök keresi fel, akik állítólag annak a vállalatnak dolgoznak, amelyik Tenser orvosbiológiai gépeit gyártja. Nasatir korábbi meggyilkolását utánozva meggyilkolják Langet, és fúrógépet döfnek a fejébe. Tenser rendőrségi egységen belüli kapcsolata bevallja, hogy Timlin kicserélte Brecken szerveit, hogy az emberi evolúcióban bekövetkezett eltérést titokban tartsa a nyilvánosság előtt. Brecken és Lang halála miatt elszomorodva Tenser tájékoztatja a rendőrséget, hogy nem fogja tovább szolgálni őket, és helyeslően megemlíti a sejt evolúcióval kapcsolatos nézeteit.
Tenser nehezen eszik a székében. Megkéri Caprice-t, hogy adjon neki egy rúd műanyagot. Miközben Caprice felveszi, megeszi, belenéz Caprice kamerájába, és könnyeket hullat. A szája mosolyra húzódik, amikor a szék végre elcsendesedik.

## Szereplők
| Szerep        | Színész               | Magyar hang          |
| ------------- | --------------------- | -------------------- |
| Saul Tenser   | Viggo Mortensen       | Epres Attila         |
| Caprice       | Léa Seydoux           | Dobó Enikő           |
| Timlin        | Kristen Stewart       | Csuha Bori           |
| Lang Dotrice  | Scott Speedman        | Jászberényi Gábor    |
| Cope nyomozó  | Welket Bunguê         | Gacsal Ádám          |
| Wippet        | Don McKellar          | Schnell Ádám         |
| Dr. Nasatir   | Yorgos Pirpassopoulos | Csík Csaba Krisztián |
| Berst         | Tanaya Beatty         | Nagy Blanka          |
| Dani Router   | Nadia Litz            | Roatis Andrea        |
| Djuna Dotrice | Lihi Kornowski        | Nagy Katica          |
| Odile         | Denise Capezza        | Pikali Gerda         |

### Magyar változat
- Bemondó: Korbuly Péter
- Magyar szöveg: Vajnági Márta
- Hangmérnök és vágó: Szabó Miklós
- Gyártásvezető: Boskó Andrea
- Szinkronrendező: Járai Kíra
- Produkciós vezető: Balázs Barbara Orsolya

A szinkront a Dub 4 Stúdió készítette el.

## A film készítése
A forgatás 2021. augusztus 2-án kezdődött és 2021. szeptember 10-én fejeződött be Athénban (Görögország).
A 2000-es évek közepén egy interjúban David Cronenberg rendező félretette a projektet, és kijelentette, hogy a film nem valósul meg, és hogy már nem is érdekli a megvalósítása. 2021 augusztusában Tanaya Beatty, Yorgos Karamihos, Nadia Litz és Yorgos Pirpassopoulos csatlakozott a film szereplőgárdájához.

## Médiakiadás
A jövő bűnei 2023. január 31-én jelent meg 4K Ultra HD Blu-rayen a Decal Releasing, a Neon Films és a Distribution Solutions forgalmazásában.

## Fordítás
- Ez a szócikk részben vagy egészben  a   Crimes of the Future (2022 film) című angol Wikipédia-szócikk fordításán alapul.  Az eredeti cikk szerkesztőit annak laptörténete sorolja fel. Ez a jelzés csupán a megfogalmazás eredetét és a szerzői jogokat jelzi, nem szolgál a cikkben szereplő információk forrásmegjelöléseként.